# Éliana Marie Bezaza
Eliana Bezaza est une femme politique malgache.

## Biographie

### Origines et formation
Elle est la petite fille  de Philibert Tsiranana. Sa  mère, Julienne Tsiranana est la fille ainée du couple présidentiel, Philibert et Justine Tsiranana. Son père est Jean-Ernest Bezaza. Sa mère est originaire d'Antsohihy, son père d'Ambanja, où elle a grandi.
Troisième enfant, elle a une sœur aînée, et un frère. A Madagascar, elle est élève à l'école catholique. Elle est étudiante au lycée français d'Antananarivo et au lycée français de Bonn (Allemagne de l'Ouest). Elle obtient son baccalauréat français avec mention.
Elle est diplômée de l'Institut commercial de Nancy.

### Carrière professionnelle
Elle est une entrepreneuse, avant d'être consultante pour les Nations unies en faveur de la protection de l'enfance à Madagascar, suivant ainsi la trace de son père Jean Ernest Bezaza, ambassadeur bilatéral de l'UNESCO. 

## Parcours politique
Eliana Bezaza est membre du PSD, dont elle devient en 2016 la secrétaire nationale, succédant à Ruffine Tsiranana, dont elle est la nièce.
Elle est la première femme malgache à intégrer la liste des candidats à l'élection présidentielle de 2018. À l'issue du premier tour, elle obtient 0,82 % des voix, ce qui la place 11e rang sur le total de 36 candidats. Elle décide ensuite de soutenir Marc Ravalomanana pour le second tour.

### Vie privée
Elle est mariée et a deux filles et deux garçons.